# HHLA-Hyperloop
Das HHLA-Hyperloop Joint Venture wurde im Dezember 2018  gegründet, um Schiffscontainer in Transportkapseln durch weitgehend luftleere Röhren mit hohen Geschwindigkeiten von Hamburg ins Hinterland zu transportieren. Das Projekt war spätestens Ende 2022 eingestellt.

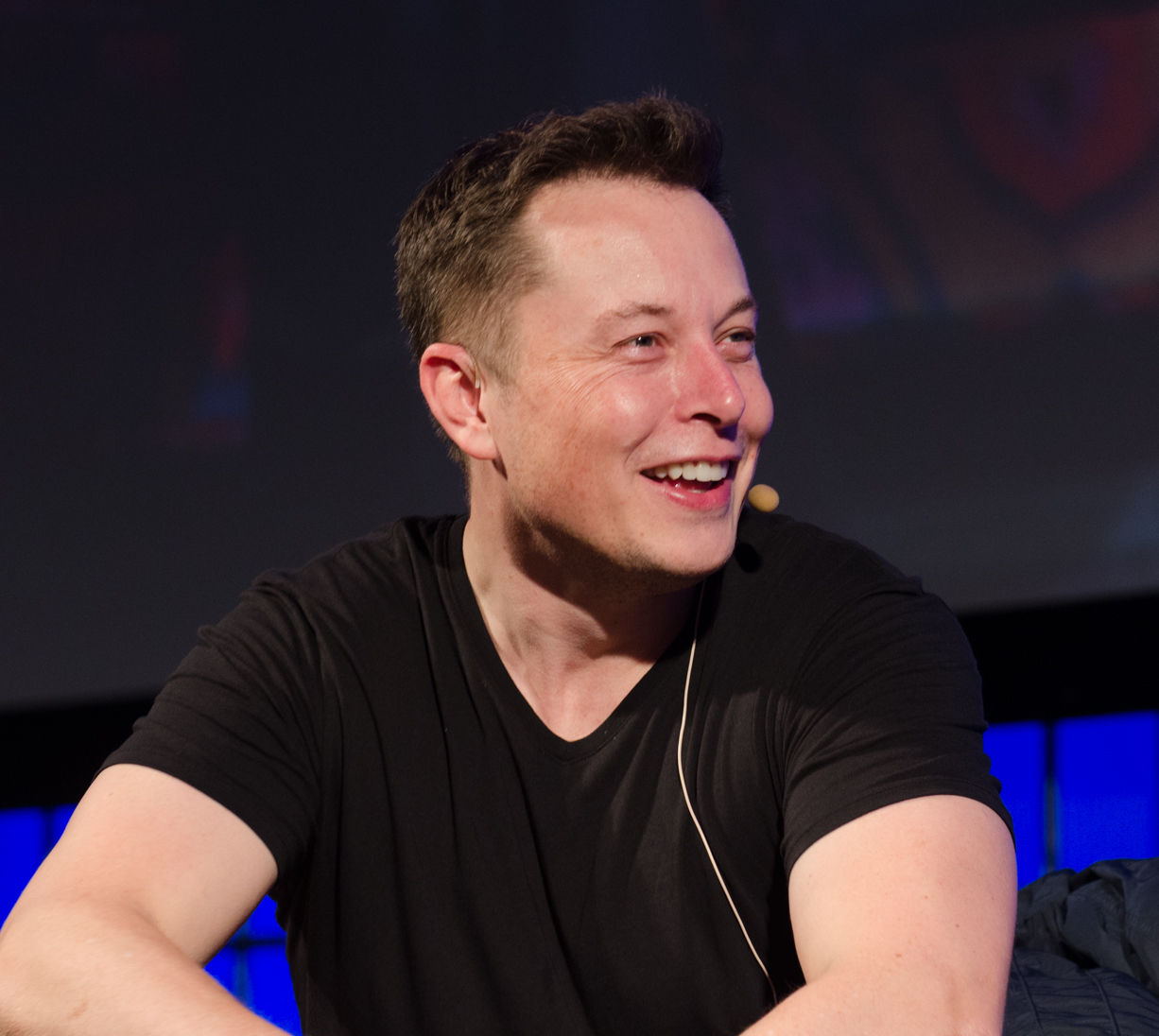
Elon Musk 2013

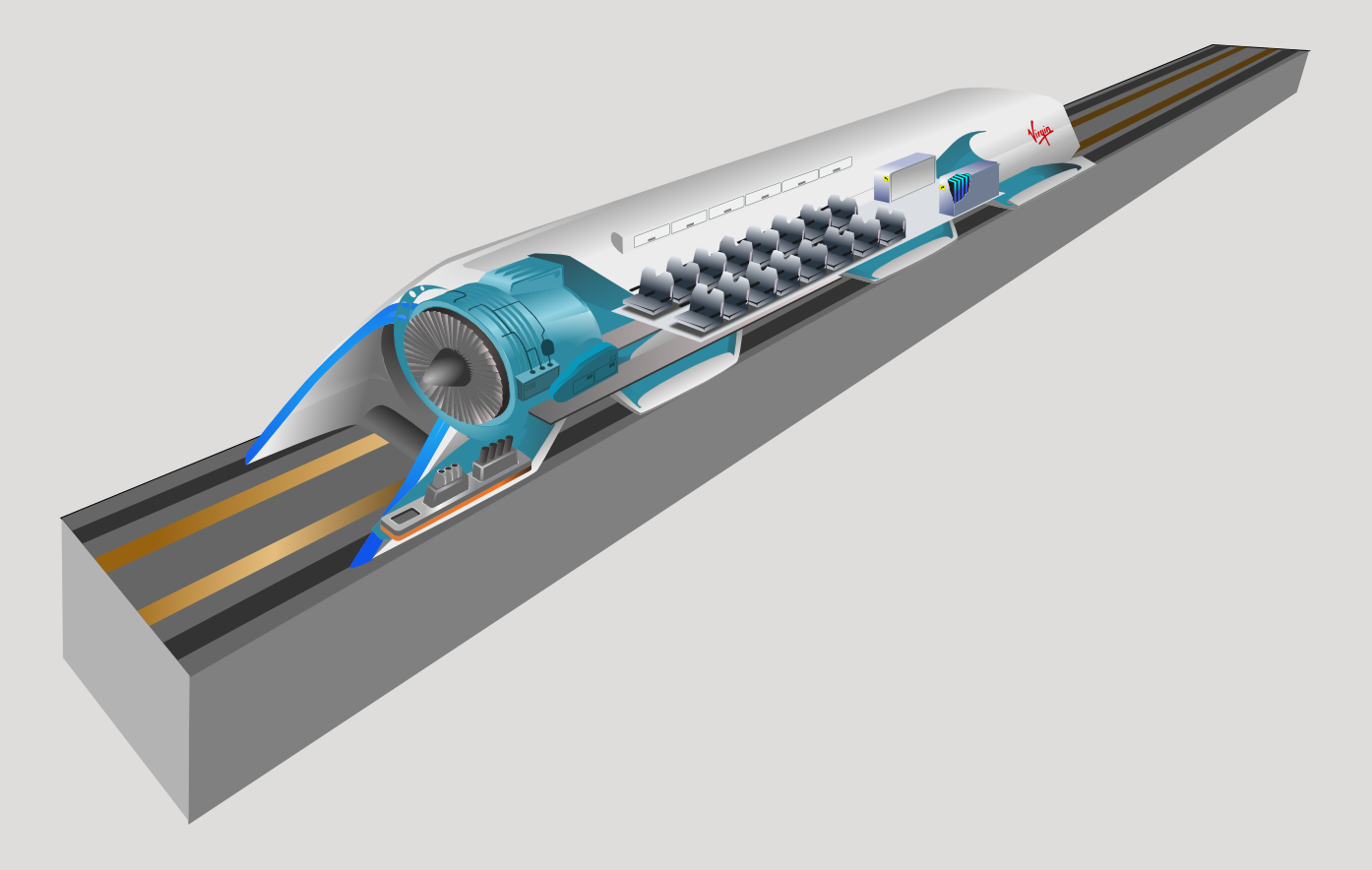
Schema des Hyperloops für Personenverkehr

## Hintergrund
Von Elon Musk stammt die 2013 verbreitete Hyperloop-Idee, Güter und Menschen in einer weitgehend luftleeren Röhre mit Geschwindigkeiten bis zu 1200 km/h zu transportieren. Inzwischen wurde eine Anlage des neuen Transportsystems Loop in Los Angeles gebaut, die im Dezember 2018 in Betrieb gehen soll.

## Joint Venture
Anfang Dezember 2018 wurde von Dirk Ahlborn, Geschäftsführer des US-Unternehmens Hyperloop Transportation Technologies (HTT) mit Sitz in Los Angeles und Angela Titzrath, Vorsitzende der Hamburger Hafen und Logistik AG (HHLA), eine Kooperation ihrer Unternehmen verkündet. Beide Unternehmen haben zur Realisierung der Idee im Dezember 2018 das Joint Venture Hyperport Cargo Solutions gegründet. Zunächst ist die Entwicklung und der Bau einer Übergabestation für Testzwecke (Demonstrator) bis 2021 am Hamburger HHLA Container Terminal Altenwerder geplant sowie die Entwicklung einer Transportkapsel für Standardseecontainer.
Im Rahmen des Joint Venture war bis 2021 eine 100 Meter lange Teststrecke mit Übergabestation in einem Hamburger Containerterminal geplant, um eine 25 Tonnen schwere Kapsel zu erproben. Rund sieben Millionen Euro sind dafür vorgesehen. Als spätere Investitionskosten wurde rund 20 Millionen Euro pro Kilometer genannt. Inzwischen werden andere Standorte untersucht.
Die Container in den Transportkapseln sollen mit der Technologie der Magnetschwebebahnen durch magnetische Kräfte mit Hochgeschwindigkeit durch die Röhre schweben, angetrieben und gebremst werden.

„Die HHLA verfügt als Innovationstreiber über eine lange Tradition. Lange bevor über selbstfahrende Fahrzeuge gesprochen wurde, hat die HHLA bereits in Hamburg Container autonom bewegt. Gemeinsam werden wir ein Transportsystem entwickeln, das nicht nur auf Geschwindigkeit und Effizienz ausgelegt ist, sondern auch die Herausforderungen der Häfen im täglichen Betrieb berücksichtigt.“

„Mit dem Hyperloop-Transportsystem verfolgt die HHLA das Ziel, einen weiteren Baustein für effiziente logistische Mobilitätslösungen in Deutschland zu entwickeln. Als Tor zur Zukunft wollen wir mit innovativen Ansätzen einen Beitrag zur Entlastung der Verkehrsinfrastruktur im und um den Hamburger Hafen leisten und die Kapazitäten unserer Terminalanlagen noch effizienter nutzen.“

Umsetzung sowie die weitere Entwicklung des Projekts wurden von der HHLA eingestellt. Das ausgearbeitete technische Konzept soll Dritten zur Verfügung stehen.

## Umsetzung im Altenwerder Terminal
Im Containerterminal Altenwerder (CTA) soll die Technologieentwicklung und Integration der Kapsel erfolgen. Dazu soll hier eine 100 m lange Strecke zu Test- und Demonstrationszwecken erstellt werden. Die Kapsel wird mit der passiven Magnetschwebetechnik bestehend aus Permanentmagneten, also ohne aktive Stromversorgung, ausgestattet. Damit ergibt sich im Vergleich zum Transrapid eine deutliche Kostenreduktion. Die hohe Geschwindigkeit soll durch das Teilvakuum in der Röhre realisiert werden. Der dadurch verringerte Luftwiderstand dient der Reduzierung der Antriebsleistung. Geplant sind rund 4000 Container pro Tag. Grundlage für die Planungen ist die im Bau befindliche Anlage in Toulouse.